# Fortim de Quelimane
O Fortim de Quelimane localizava-se na povoação de Quelimane, atual cidade e capital da província da Zambézia, em Moçambique.
Erguido à margem da foz do rio dos Bons Sinais para defesa daquele ancoradouro, remonta a uma fortificação de faxina e terra anterior aos meados do século XVIII, uma vez que em 1740 beneficiava de obras então interrompidas, e concluídas em 1764.
Quinze anos mais tarde a estrutura encontrava-se em ruínas, quando o Governador de Moçambique, Baltasar Manuel Pereira do Lago (1765-1779), determinou que se fizesse uma nova fortificação, constituída por um parapeito para seis a oito peças de artilharia, situada próximo à barra, com traça do Coronel António José de Melo.